# Остин (Минесота)
Остин (енгл. Austin) град је у америчкој савезној држави Минесота.

## Демографија
По попису из 2010. године број становника је 24.718, што је 1.404 (6,0%) становника више него 2000. године.
| Група             | 2000.          | 2010.          |
| Белци             | 20.998 (90,1%) | 19.122 (77,4%) |
| Афроамериканци    | 188 (0,8%)     | 749 (3,0%)     |
| Азијати           | 517 (2,2%)     | 599 (2,4%)     |
| Хиспаноамериканци | 1.426 (6,1%)   | 3.796 (15,4%)  |
| Укупно            | 23.314         | 24.718         |